# Mario Joseph Conti
Mario Joseph Conti (* 20. März 1934 in Elgin; † 8. November 2022 in Glasgow) war ein schottischer Geistlicher und römisch-katholischer Erzbischof von Glasgow.

## Leben
Mario Joseph Conti besuchte den St. Marie's Convent in Elgin und die Springfield School in Elgin. Anschließend trat er in das Knabenseminar des St. Mary's College in Blairs ein. Er wurde an das Päpstliche Schottische Kolleg (Scots College) in Rom geschickt und studierte Philosophie (Lizenziat 1955) und Theologie (Lizenziat 1958) an der Päpstlichen Universität Gregoriana. Am 26. Oktober 1958 empfing er in San Marcello al Corso durch Kurienerzbischof Luigi Traglia die Priesterweihe für das Bistum Aberdeen. Nach Abschluss seines Studiums im Jahr 1959 war er zunächst Kaplan an der St. Mary's Cathedral in Aberdeen. Von 1962 bis 1977 war Mario Joseph Conti als Seelsorger in Caithness tätig.
Am 28. Februar 1977 ernannte ihn Papst Paul VI. zum Bischof von Aberdeen. Die Bischofsweihe spendete ihm der Erzbischof von Saint Andrews und Edinburgh, Gordon Kardinal Gray, am 3. Mai desselben Jahres in der Kathedrale von Aberdeen. Mitkonsekratoren waren Stephen McGill, Bischof von Paisley, sowie Colin MacPherson, Bischof von Argyll und den Inseln. Papst Johannes Paul II. berief Conti am 15. Januar 2002 zum Erzbischof von Glasgow. Dieses Amt trat er am 22. Februar desselben Jahres an.
Erzbischof Conti war Mitglied des Päpstlichen Rates zur Förderung der Einheit der Christen, Vorsitzender der Kommission für die christliche Lehre und Einheit der schottischen Bischofskonferenz sowie der Kommission für das Kulturerbe. Des Weiteren war er Mitglied des gemeinsamen Ausschusses der katholischen Bischöfe für Bioethik sowie des Zentralrats von ACTS (Action of Churches Together in Scotland) und Präsident von CTBI (Churches Together in Britain and Ireland).
1991 wurde Conti von Kardinalgroßmeister Giuseppe Caprio zum Ritter des Ritterordens vom Heiligen Grab zu Jerusalem ernannt und in den Päpstlichen Orden investiert. 2010 erfolgte die Ernennung zum Großoffizier des Ritterordens durch Kardinalgroßmeister John Patrick Foley und 2013 bestellte ihn Kardinalgroßmeister Edwin Frederick O’Brien zum Großprior der schottischen Statthalterei. Das Amt hatte er bis 2022 inne. Von 1995 bis 2000 war er zudem Magistralkaplan des Malteserordens in Großbritannien.
Am 24. Juli 2012 nahm Papst Benedikt XVI. sein aus Altersgründen vorgebrachtes Rücktrittsgesuch an.
Mario Joseph Conti starb am 8. November 2022 im Krankenhaus von Glasgow im Alter von 88 Jahren.

## Ehrungen und Auszeichnungen
- Verdienstorden der Italienischen Republik (Komturkreuz 1981)
- Ehrendoktorwürde Honorary D.D. der University of Aberdeen (1989)
- Fellow of the Royal Society of Edinburgh (1995)
- Honorarprofessur der University of Aberdeen (2002)
- Orden des Sterns von Italien (Großoffizier 2007)